# Калташ
Калта́ш (рос. Калташ) — село у складі Красногорського району Алтайського краю, Росія. Входить до складу Красногорської сільської ради.

## Населення
Населення — 4 особи (2010; 76 у 2002).
Національний склад (станом на 2002 рік):
- росіяни — 91 %